# أقصوصات الغجر الغنائية
أقصوصات الغجر الغنائية، أو أغنيات الغجر، تُرجمت إلى الإنجليزية تحت عنوان Gypsy Ballads،
عنوانها الأصلي باللغة الإسبانية Romancero Gitano،
وهي عبارة عن مجموعة شعرية تعتبر من أفضل الأعمال الشعرية للكاتب الأسباني فيديريكو غارثيا لوركا، التي نشرت في عام 1928.
كتب فيديريكو غارثيا لوركا «أقصوصات الغجر الغنائية» بين عامي 1924 و 1927. وعندما نشر الكتاب أثار ضجة كبيرة في عالم الأدب. Gypsy Ballads،
عنوانها الأصلي باللغة الإسبانية Romancero Gitano،
دون المجموعة الشعرية على شكل أغنية إسبانية تقليدية، وصف لوركا أقصوصات الغجر الغنائية باسم "قصيدة من الأندلس... ولفت في عمله هذا إلى حياة الغجر التقليدية. ببعدها العائلي ورونقها المتماوج..<ref name="ReferenceA">Y cuando Ernesto lo controló tó ya el señor de la guerra Francisco lo aceptó

## وصلات خارجية
- Le recueil en espagnol sur la wikisource espagnole
- (بالإسبانية) بوابة مكرسة للوركا في مكتبة ثيرفانتس
- (بالإسبانية) الأعمال الكاملة لغارثيا لوركا